# 女のためいき
『女のためいき』（おんなのためいき）は、1966年（昭和41年）6月20日に日本で発売された森進一のデビューシングルである。

## 解説
デビューシングルにして、累計売上は80万枚を記録した。
演歌に分類されることもあるが、当時は演歌という位置づけではなかった。

## 収録曲
- 両楽曲共に、作詞：吉川静夫／編曲：猪俣公章

1. 女のためいき（3分48秒）
作曲：猪俣公章
2. 恋に泣きたい（3分7秒）
作曲：利根一郎

## カバー
| 曲名         | 発売日                    | アーティスト | 収録作品                                          | 規格品番   | 備考 |
| ------------ | ------------------------- | ------------ | ------------------------------------------------- | ---------- | ---- |
| 女のためいき | 1994年（平成6年）2月23日  | 天童よしみ   | アルバム『天童節 昭和演歌名曲選 第十二集』        | TECA-28519 |      |
| 女のためいき | 2018年（平成19年）9月26日 | こおり健太   | アルバム『デビュー10周年記念アルバム 女唄・涙唄』 | TKCA-74690 |      |
| 女のためいき | 2019年（令和元年）7月3日  | 前川清       | アルバム『My Favorite Songs〜Japanese〜IV』       | TECE-3531  |      |
| 女のためいき | 2021年（令和3年）9月1日   | 山内惠介     | アルバム『Roots』                                 | VICL-65547 |      |